# You Me Her
You Me Her è una serie televisiva statunitense e canadese, creata da John Scott Shepherd e trasmessa dal 22 marzo 2016 al 7 giugno 2020. La serie, ambientata a Portland, ruota intorno alle vicende di una coppia di periferia che si ritrova coinvolta in una relazione romantica a tre, anche detta relazione poliamorosa, con una studentessa universitaria.
La serie è stata pubblicizzata come la «prima commedia poliromantica» della TV.

## Trama
Jack ed Emma sono una coppia sposata che vive nella periferia di Portland e, ormai da qualche tempo, hanno perso la passione. La loro vita di coppia cambierà totalmente con l'arrivo di Izzy, una studentessa universitaria che lavora come escort, con la quale inizieranno una relazione a tre.

## Episodi
| Stagione         | Episodi | Distribuzione originale | Pubblicazione Italia |
| ---------------- | ------- | ----------------------- | -------------------- |
| Prima stagione   | 10      | 2016                    | 2017                 |
| Seconda stagione | 10      | 2017                    | 2017                 |
| Terza stagione   | 10      | 2018                    | 2018                 |
| Quarta stagione  | 10      | 2019                    | 2019                 |
| Quinta stagione  | 10      | 2020                    | 2020                 |

## Personaggi e interpreti

### Personaggi principali
- Jackson "Jack" Trakarsky (stagioni 1-5), interpretato da Greg Poehler, doppiato da Roberto Certomà.
Un vice-preside in attesa di una promozione a preside.
- Emma Trakarsky (stagioni 1-5), interpretata da Rachel Blanchard, doppiata da Eleonora De Angelis.
La moglie di Jack, lavora come architetto.
- Isabelle "Izzy" Silva (stagioni 1-5), interpretata da Priscilla Faia, doppiata da Benedetta Ponticelli.
Una studentessa di psicologia che cerca di guadagnare qualcosa lavorando come escort.
- Nina Martone (stagioni 2-5; ricorrente stagione 1), interpretata da Melanie Papalia, doppiata da Elena Perino.
La coinquilina di Izzy.

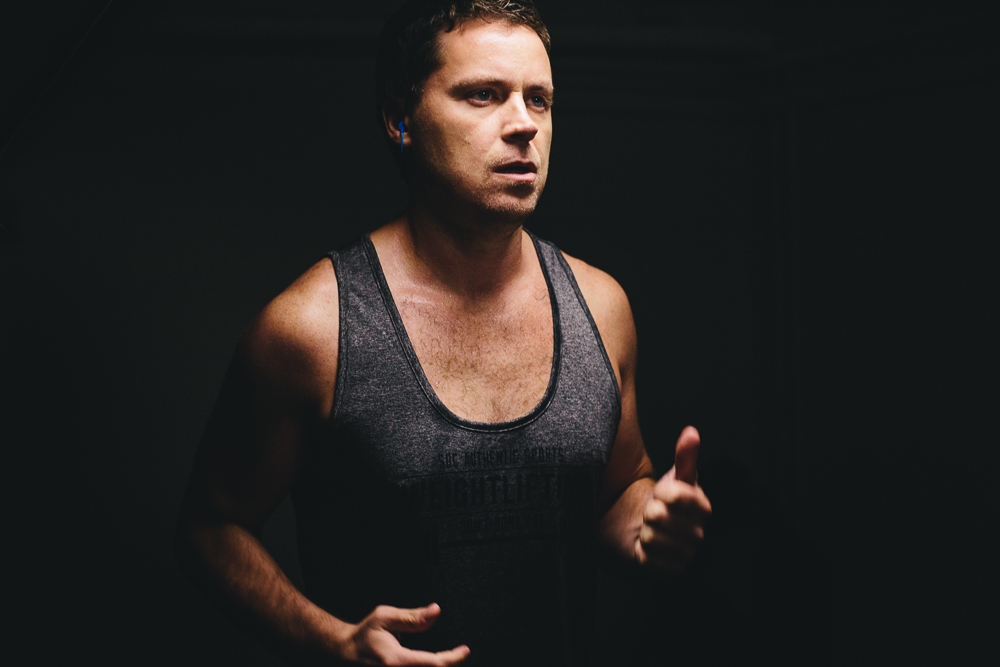
Greg Poehler interpreta Jack Trakarsky
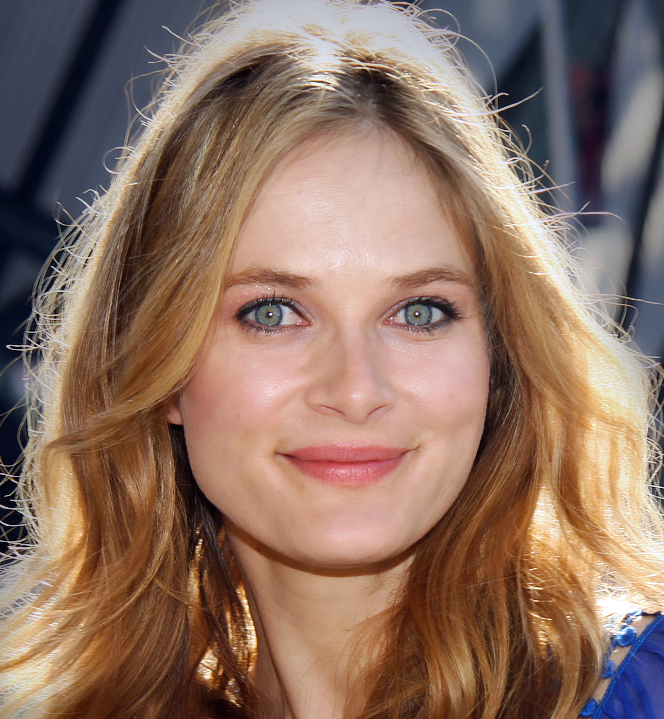
Rachel Blanchard interpreta Emma Trakarsky
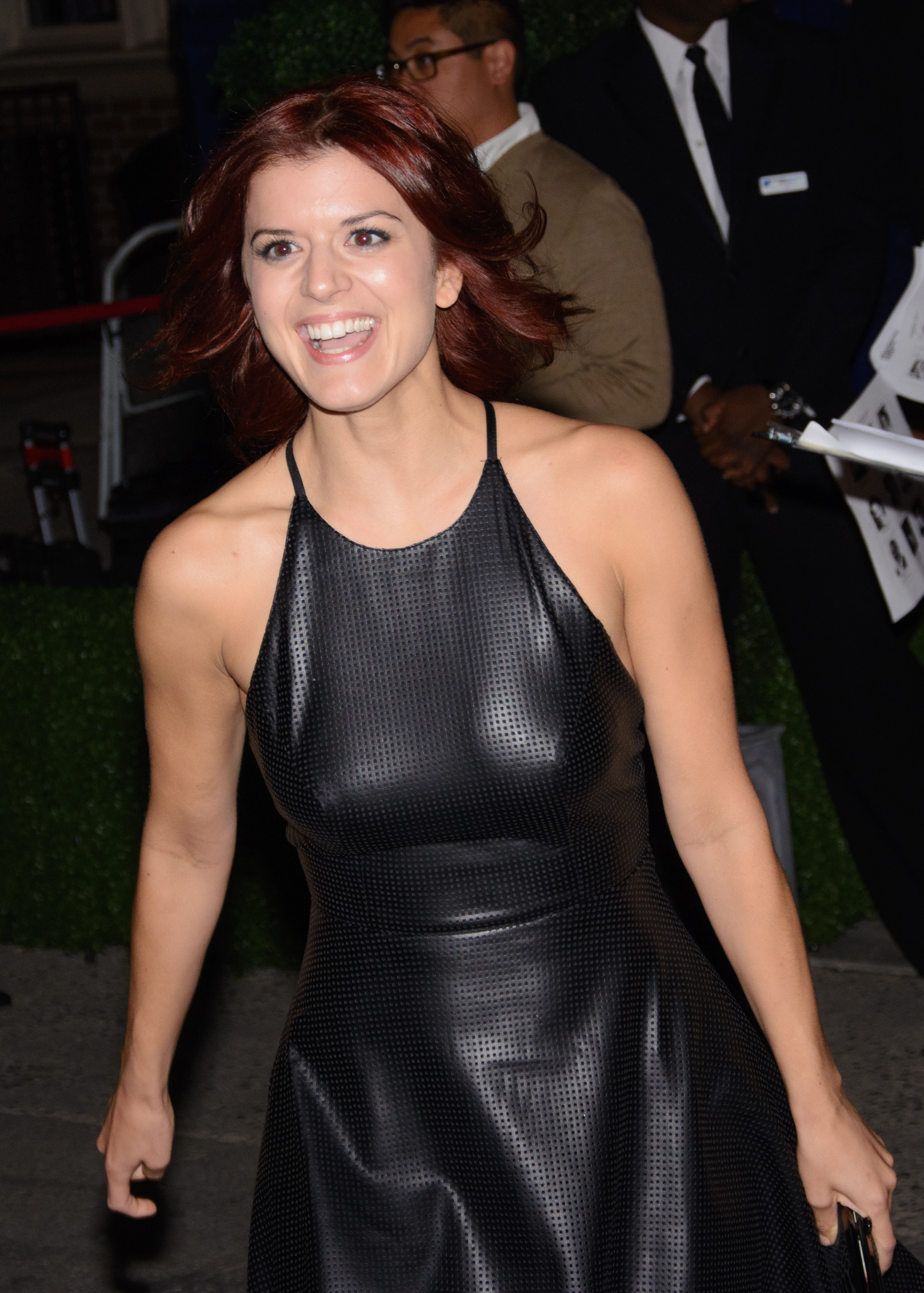
Priscilla Faia interpreta Izzy Silva

### Personaggi ricorrenti
- Andy Cutler (stagioni 1-3), interpretato da Jarod Joseph, doppiato da Massimo Triggiani.
- Gabe Trakarsky (stagioni 1-5), interpretato da Kevin O'Grady (stagione 1) e da Dave Collette (stagioni 2-5), doppiato da Alessandro Budroni.
- Carmen Amari (stagioni 1-4), interpretata da Jennifer Spence, doppiata da Angela Brusa.
- David "Dave" Amari (stagioni 1-5), interpretato da Ennis Esmer, doppiato da Francesco Sechi.
- Lori Matherfield (stagioni 1-2), interpretata da Chelah Horsdal, doppiata da Laura Cosenza.
- Ava Matherfield (stagioni 1-2), interpretata da Laine MacNeil, doppiata da Ludovica Bebi.
- Dean Weinstock (stagione 1), interpretato da Jerry Wasserman, doppiato da Michele Kalamera.
- Shaun (stagioni 1-5), interpretato da Patrick Gilmore, doppiato da Michele Di Pasquale.
- Ruby Shivani (stagione 2), interpretata da Agam Darshi, doppiata da Barbara Pitotti.
- Gabriel Trakarsky (stagioni 2-4), interpretato da Patrick Lubczyk, doppiato da Lorenzo Crisci.
- Kylie (stagione 3), interpretata da Carmel Amit, doppiata da Tiziana Avarista.
- Hannah (stagione 3), interpretata da Lara Gilchrist, doppiata da Eva Padoan.
- Ben Silva (stagioni 3-5), interpretato da Robert Moloney, doppiato da Stefano Santerini.
- Sasha (stagioni 3-4), interpretata da Jessica McLeod, doppiata da Selena Bellussi.
- Will (stagioni 4-5), interpretato da Adam Beauchesne, doppiato da Gianluca Cortesi.
- Lala (stagioni 4-5), interpretata da Enid-Raye Adams, doppiata da Daniela Amato.
- Nathan (stagioni 4-5), interpretato da Lee Majdoub, doppiato da Dimitri Winter.
- Alex (stagioni 4-5), interpretato da Gage Marsh, doppiato da Andrea Di Maggio.
- Marty (stagioni 4-5), interpretato da Marc-Anthony Massiah, doppiato da Raffaele Carpentieri.
- Sophie (stagione 5), interpretata da Aliyah O'Brien, doppiata da Mattea Serpelloni.

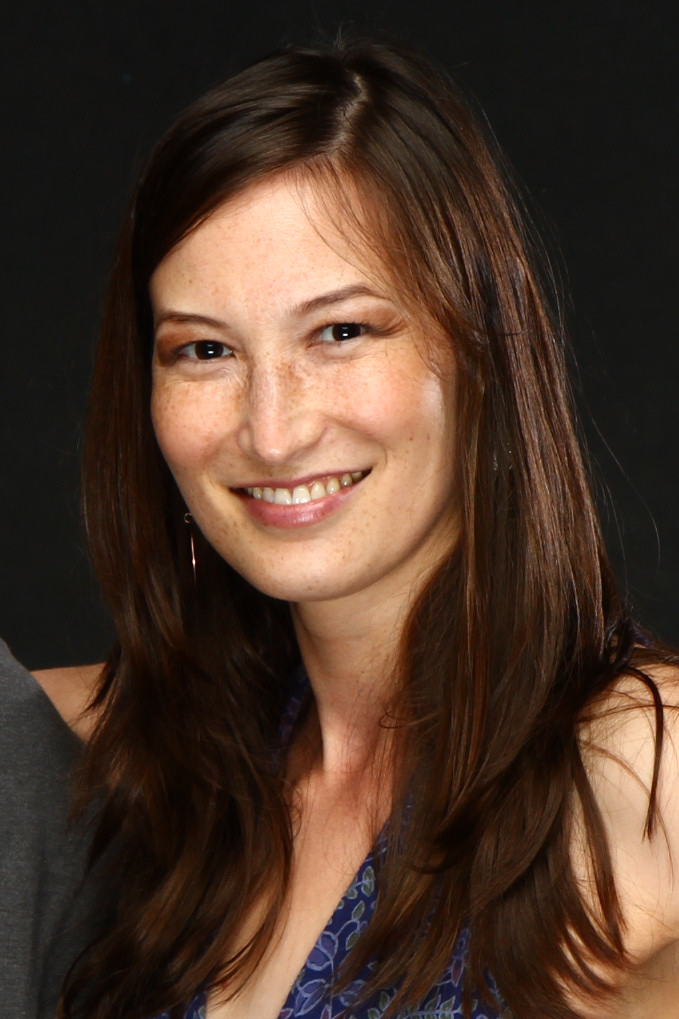
Jennifer Spence interpreta Carmen Amari
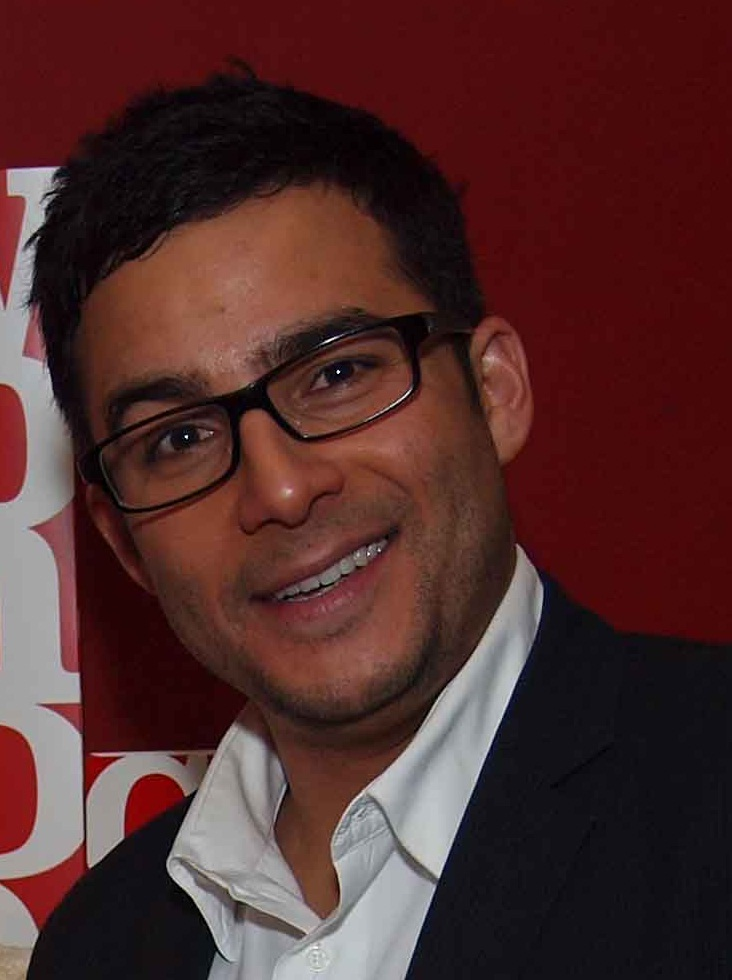
Ennis Esmer interpreta Dave Amari
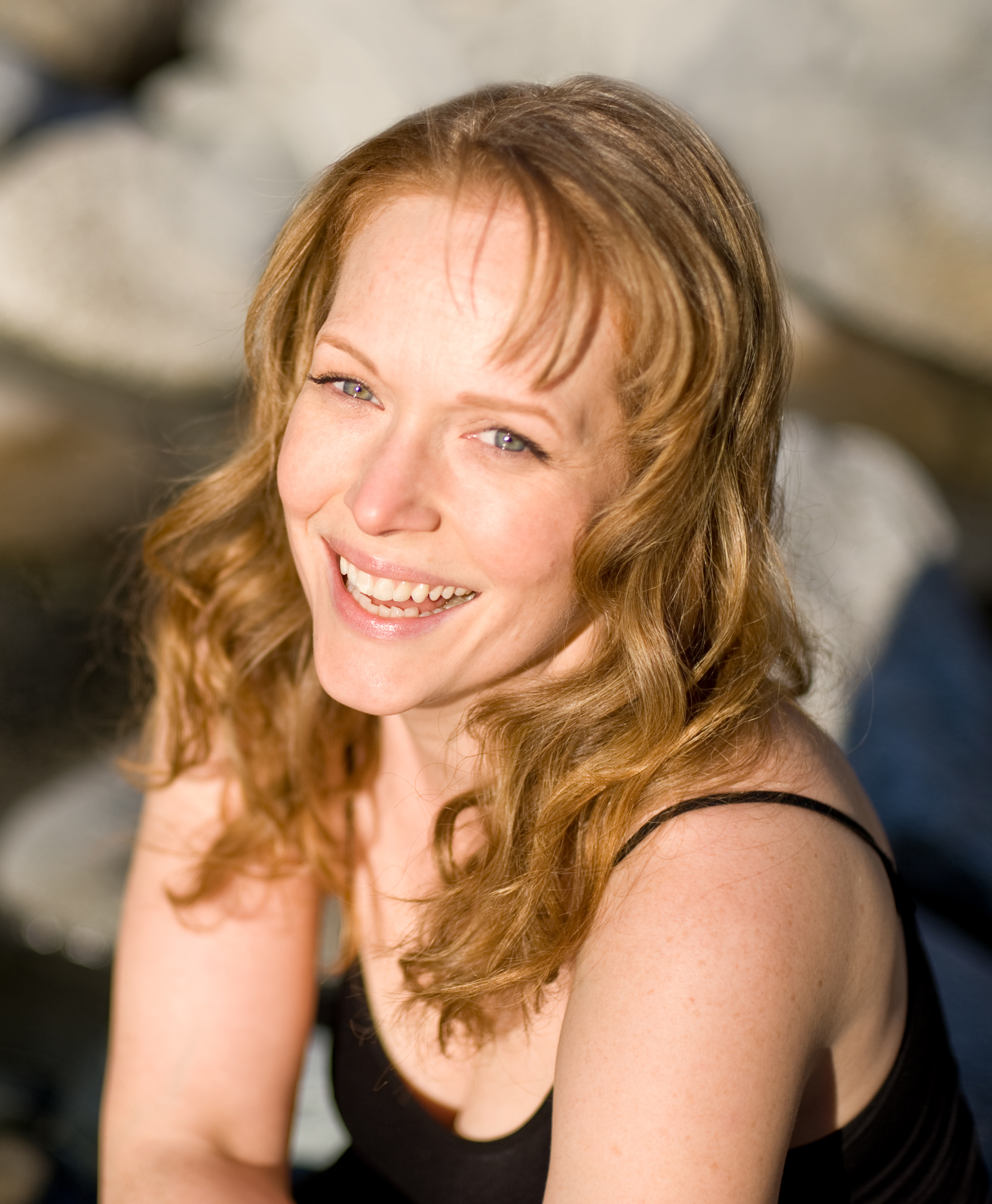
Chelah Horsdal interpreta Lori Matherfield
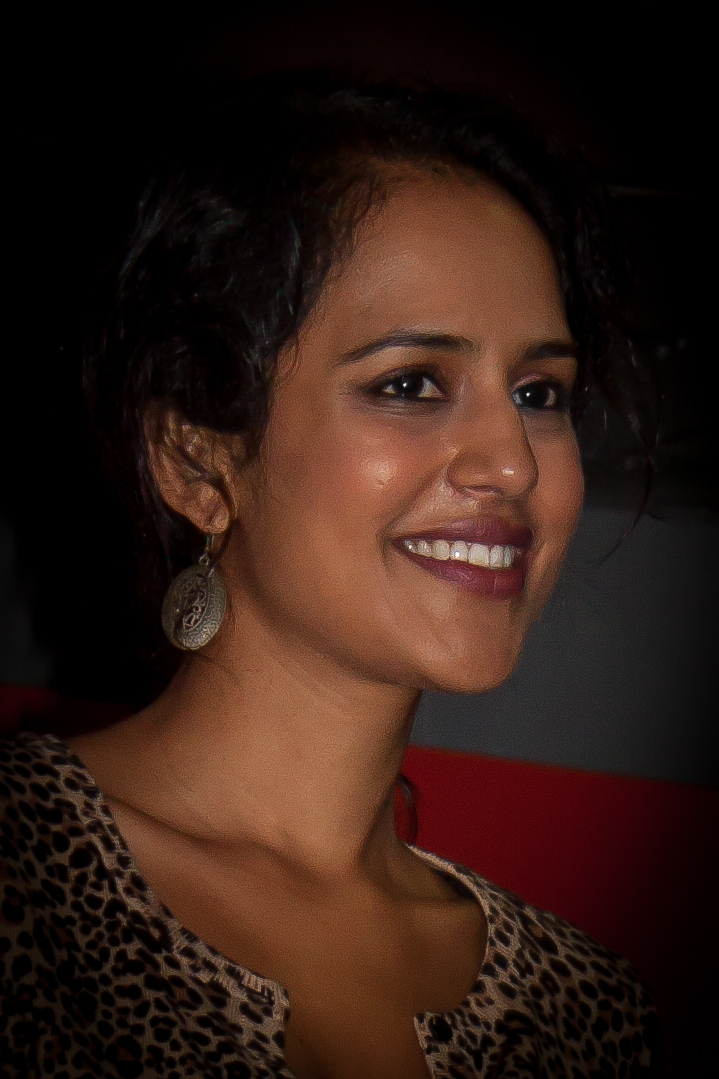
Agam Darshi interpreta Ruby Shivani

## Produzione e trasmissione
La serie è stata girata a Vancouver, in Columbia Britannica.
La sua prima stagione ha debuttato su Audience Network il 22 marzo 2016. Il 9 giugno 2016 la serie è stata rinnovata per una seconda e una terza stagione. La seconda stagione ha debuttato il 14 febbraio 2017, mentre la terza è stata trasmessa a partire dal 20 marzo 2018. Il 27 luglio 2018 la serie viene rinnovata anche per una quarta e quinta stagione. La quarta stagione è stata trasmessa a partire dal 9 aprile 2019, sempre su Audience Network. Il 10 maggio 2019 viene annunciato che la quinta stagione concluderà la serie. Dopo la chiusura di Audience Network, la quinta stagione è stata interamente pubblicata, in Canada, sul servizio di video on demand Crave, il 7 giugno 2020.

### Distribuzione internazionale
Al di fuori degli Stati Uniti e del Canada la serie è trasmessa dal servizio di video on demand Netflix che ha pubblicato la prima stagione il 10 febbraio 2017 e la seconda il 15 giugno dello stesso anno. La terza stagione è stata invece pubblicata il 1º giugno 2018. La quarta stagione è stata resa disponibile da Netflix il 12 luglio 2019, mentre la quinta è stata pubblicata il 22 ottobre 2020.